# 샹탕산 석굴

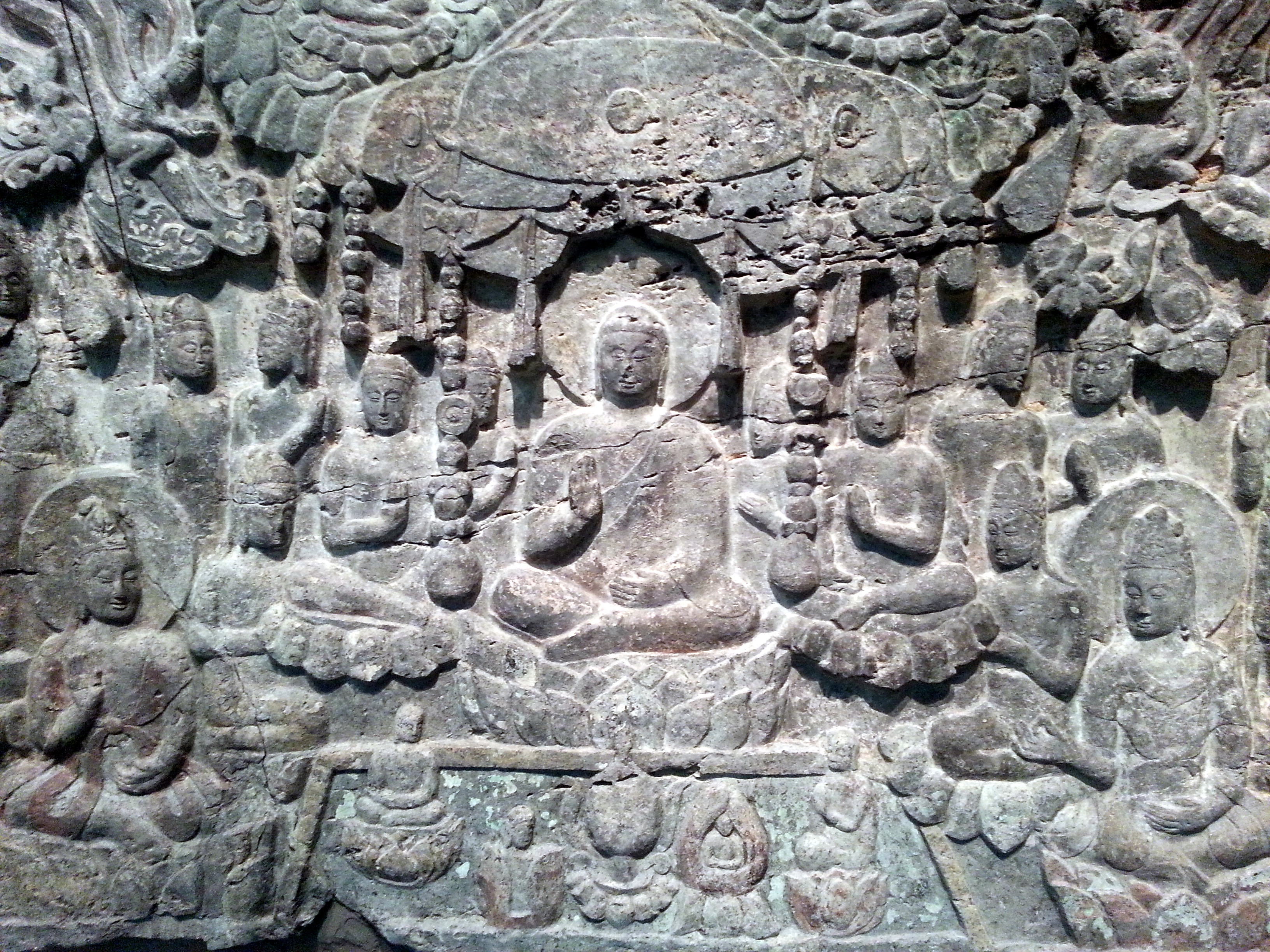
제2석굴에 있는, 아미타불이 극락정토(極樂淨土)에서 설법하는 모습을 새긴 조각상

샹탕산 석굴(중국어 간체자: 响堂山石窟, 정체자: 響堂山石窟, 병음: Xiǎngtángshān Shíkū)은 중화인민공화국 허베이성 한단 시 펑펑 광구 남서쪽 20km쯤 떨어진 곳에 있는 석굴사원(石窟寺院)이다. 석굴 중 가장 오래된 사원은 6 세기 남북조 시대 북제 왕실의 지원을 받아 만들어졌다. 동굴은 북제의 수도인 업(鄴)에서 북서쪽으로 약 20km쯤 떨어져 있으며, 타이항산맥의 조밀한 석회암 절벽에 조각되어 있다.

## 역사
6세기 중반, 북제 문선제가 석굴 착공을 명했다. 지금 남아있는 굴은 9개인데, 그중에 남굴(南窟)、중굴(中窟), 북굴(北窟) 셋이 장관을 이룬다. 남향당석굴(南響堂石窟) 안에서 발견된 《부산석굴지비》(滏山石窟之碑)에 따르면 북제의 승상 고아나굉(高阿那肱)이 석굴을 닦는 데 자본을 댔다. 그래서 남석굴은 황실의 소유가 아니었다. 남석굴에는 2층으로 나뉘어 주요 동굴이 7개 있다.
1909년 무렵, 석굴 안 조각품 중 많은 부분이 석굴에서 잘라져 국제적으로 팔려나갔다. 그중 상당수를 미국의 수집가인 찰스 프리어(Charles Freer)가 구매했는데, 그에게 조각을 판 씨 티 루(C. T. Loo)는 허가 없이 중국 바깥으로 예술품을 밀반출한 것으로 의심받는 자이다. 당시 수집품 중 많은 수가 현재 미국 워싱턴 D.C.에 있는 프리어 미술관(Freer Gallery of Art)에 있다. 샹탕산 석굴은 현재 중국의 전국중점문물보호단위로 지정되어 있다.

## 사진

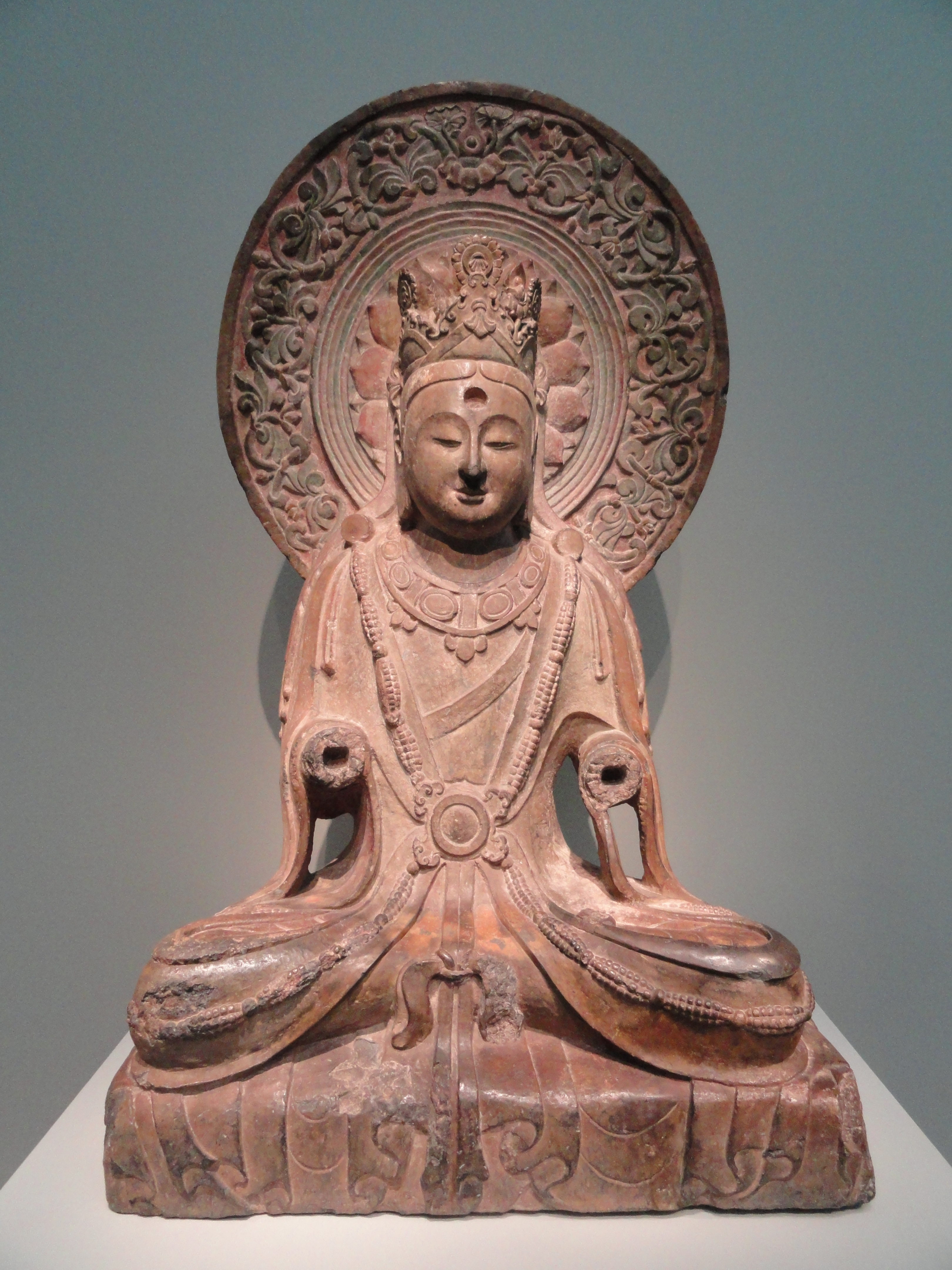
북쪽 석굴에서 발견된 불상
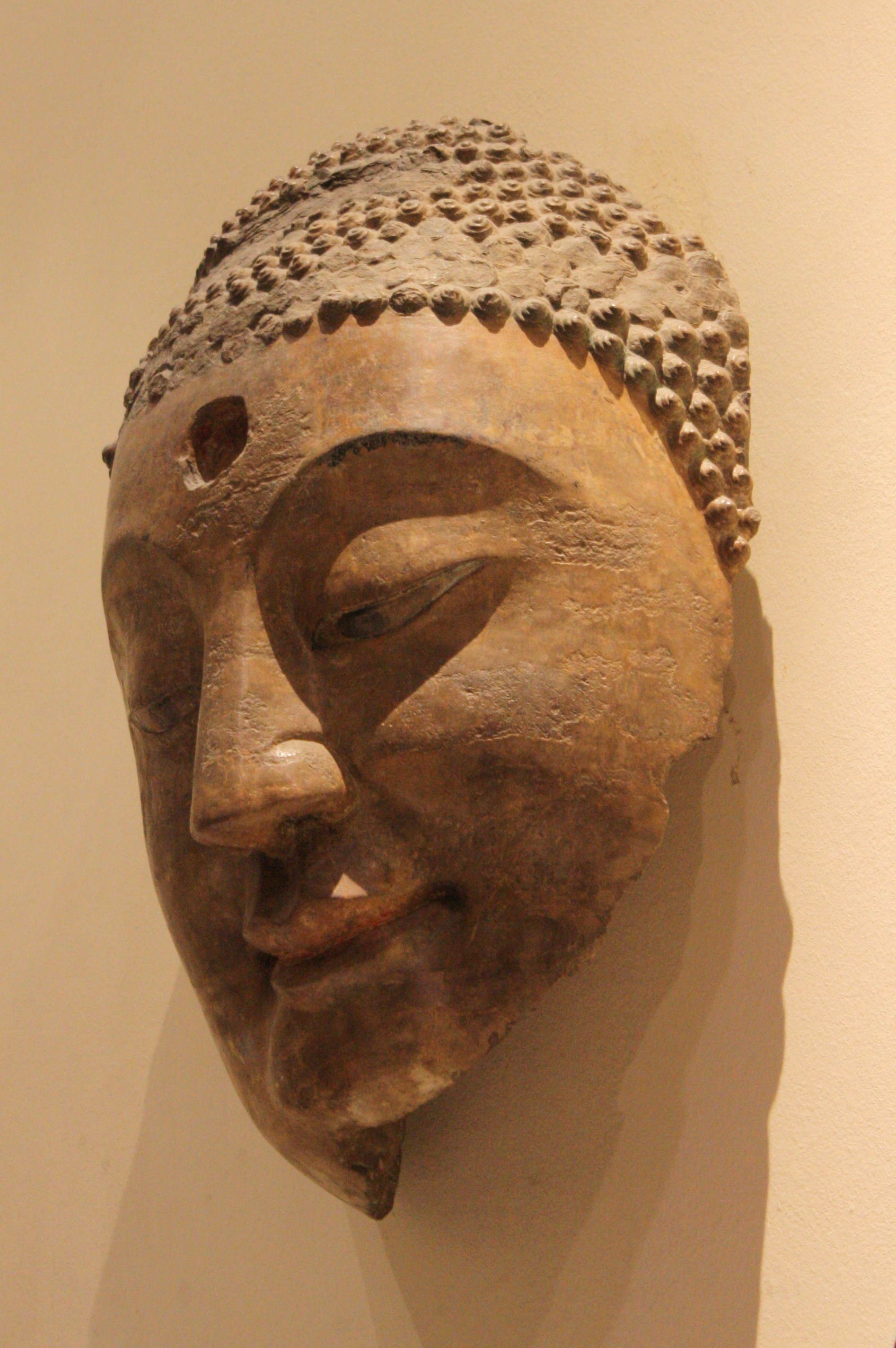
석굴에서 발견된 불두
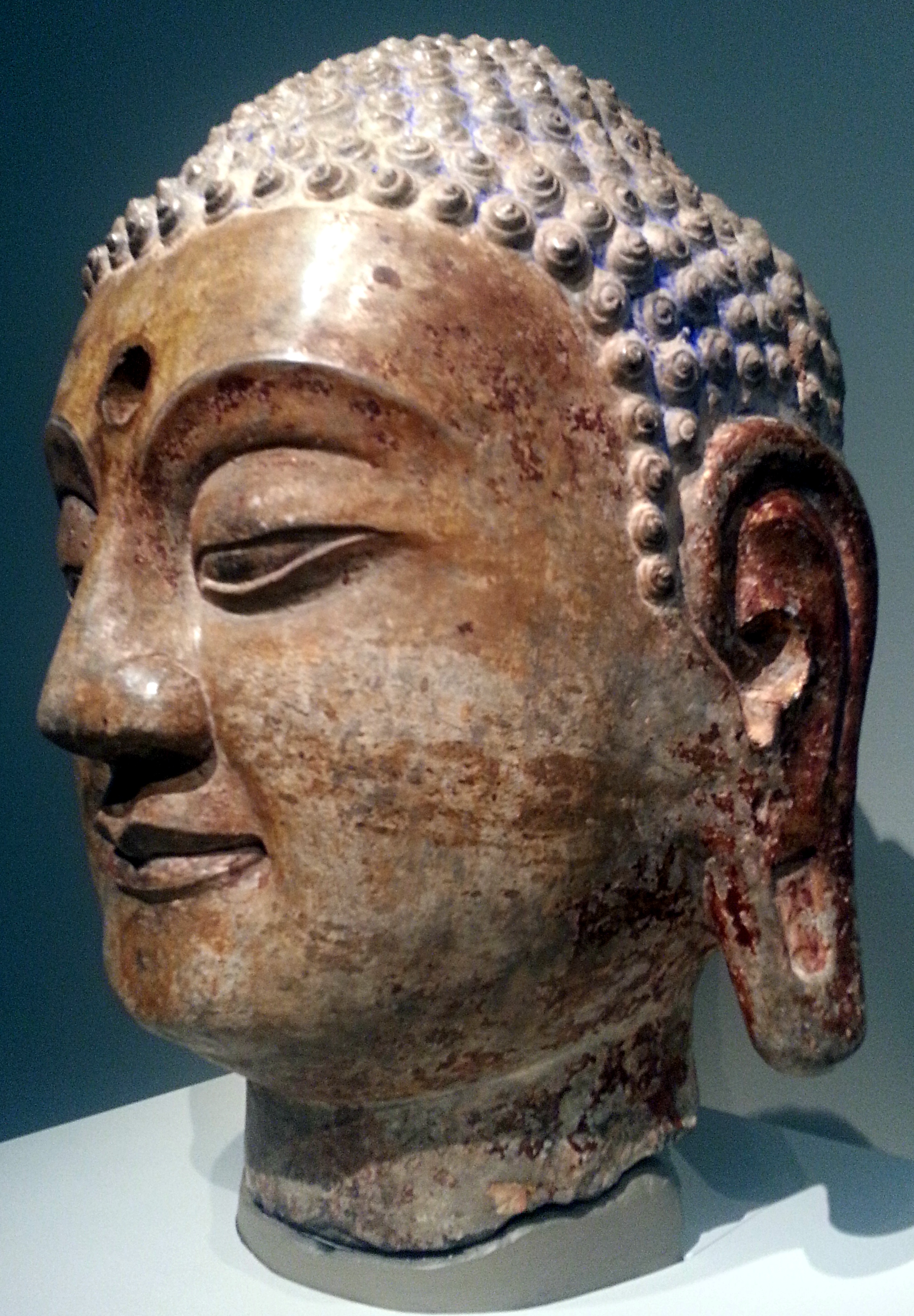
석굴에서 발견된 불두 2
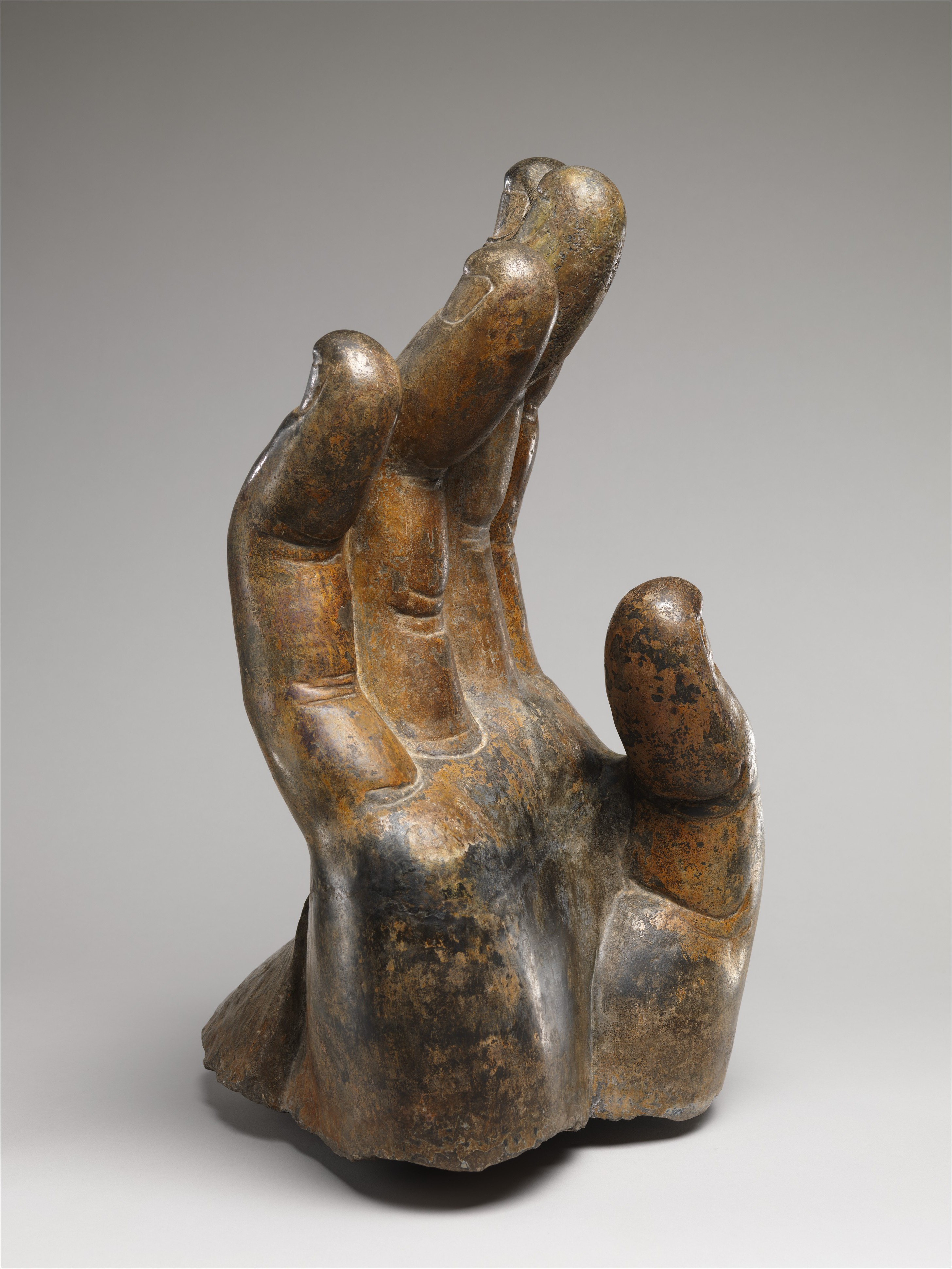
북쪽 석굴에서 발견된 불상의 손
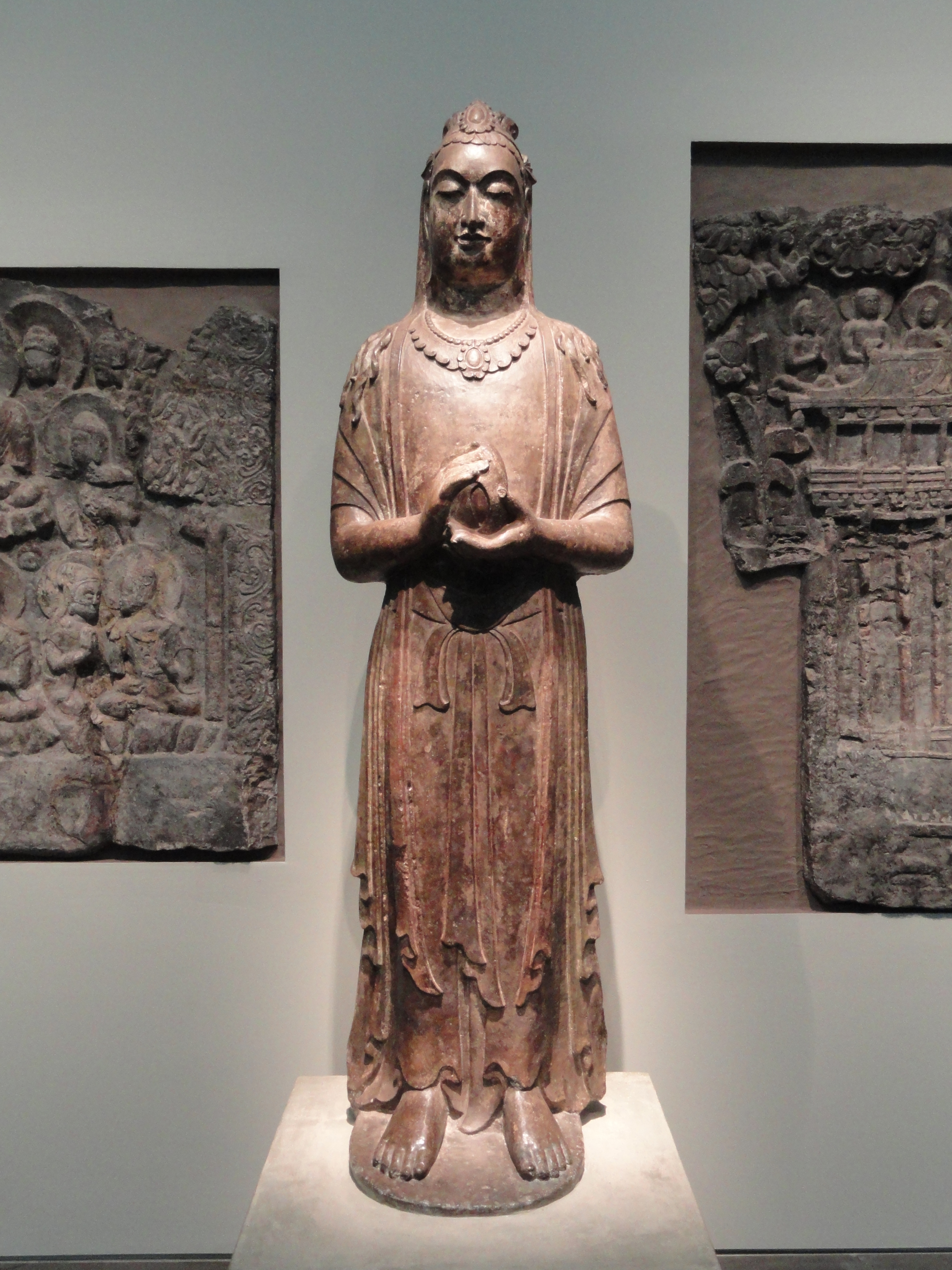
석굴에서 발견된 석불 입상
남쪽 석굴에서 발견된 부조
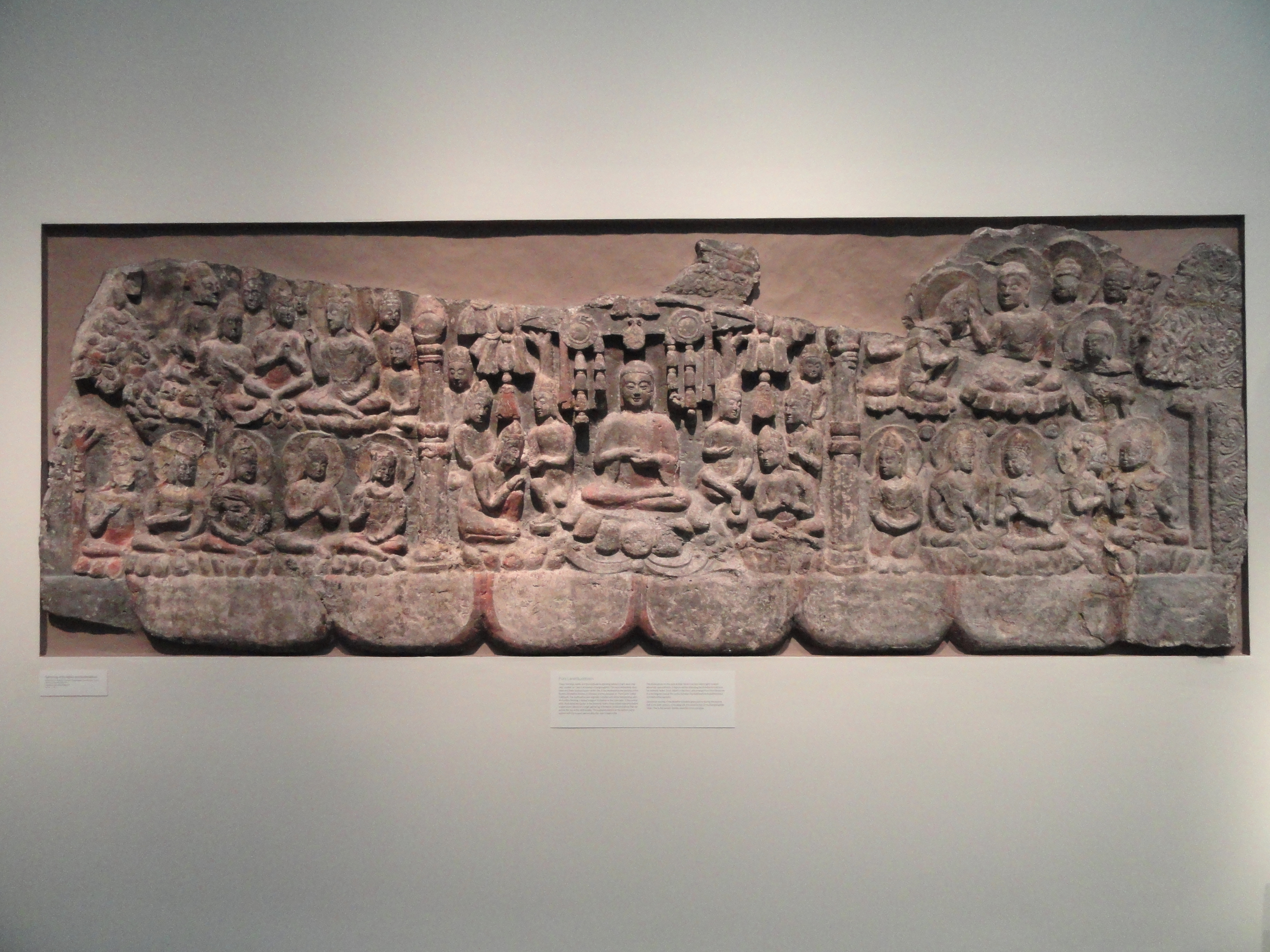
남쪽 석굴에서 발견된 부조 2
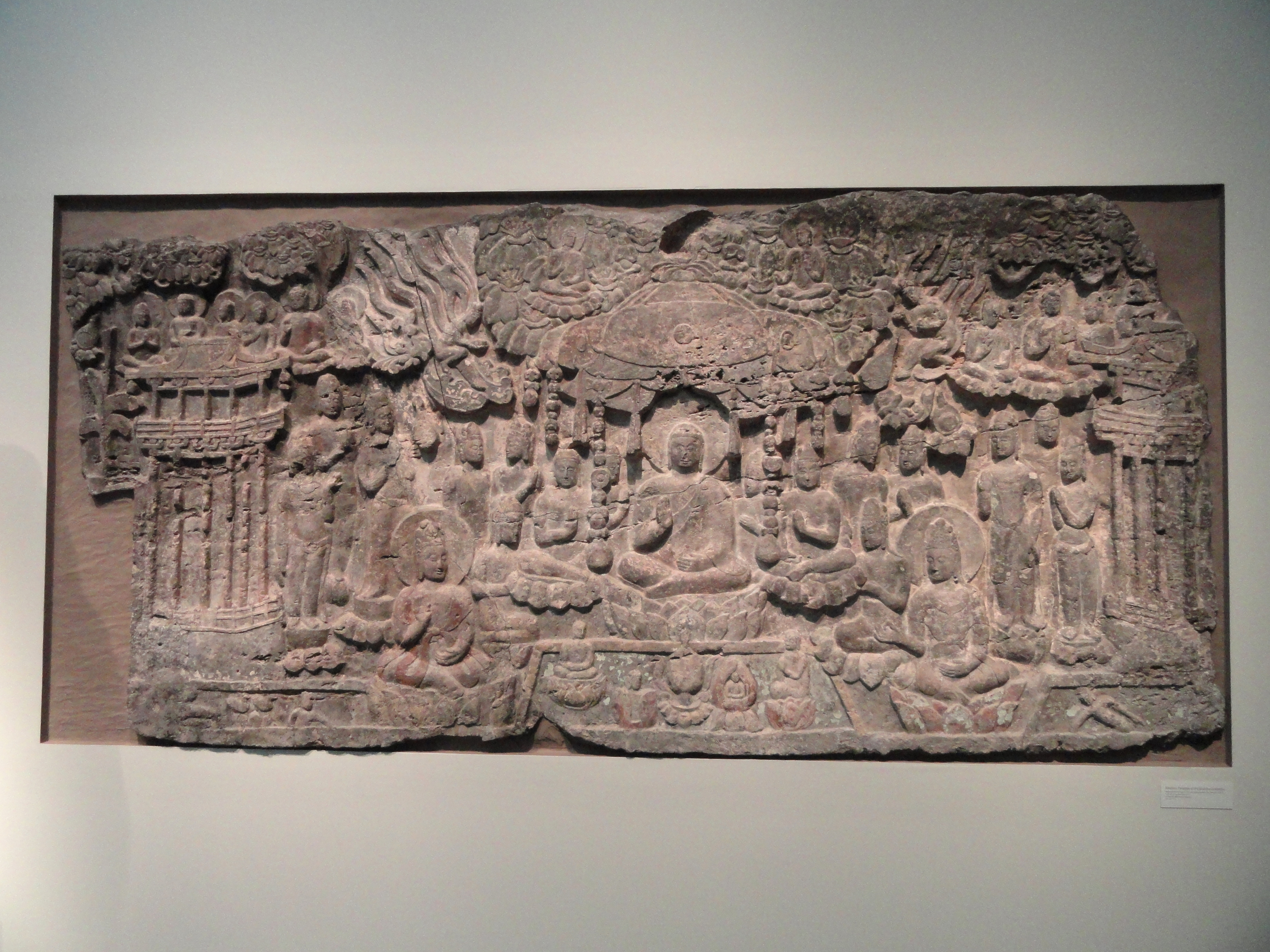
남쪽 석굴에서 발견된 부조 2